# Distrito de Teniente Manuel Clavero
El distrito de Teniente Manuel Clavero es uno de los cuatro distritos de la provincia de Putumayo, es el distrito más septentrional del Perú. La provincia está ubicada en el departamento de Loreto, bajo la administración del Gobierno regional de Loreto, en el Perú.  Limita por el norte y por el este con las Repúblicas de Ecuador y Colombia; por el sureste y por el sur con el distrito de Putumayo y con el distrito de Torres Causana (provincia de Maynas); y, por el oeste con la República del Ecuador. 
Desde el punto de vista jerárquico de la Iglesia católica forma parte de la Vicariato apostólico de San José de Amazonas.

## Historia
El distrito fue creado mediante Ley 28362 del 11 de octubre del 2004 y promulgado el 19 de octubre de 2004 por el presidente Alejandro Toledo.
Mediante Ley N° 30186 del Congreso del 10 de abril de 2014 y promulgada el 5 de mayo del mismo año, se incorporó a la Provincia de Putumayo creada por el mismo dispositivo, en el gobierno del Presidente Ollanta Humala.

## Geografía
Abarca una superficie de 9 621,17 km².

## División administrativa

### Centros poblados
- Soplín Vargas (capital de distrito)
- Güeppí
- Tres Fronteras.

Los otros caserios son: Miraflores, Peneita, Nuevo Peneya, Miraflores, Puerto Lupita y Sargento Tejada. 

## Autoridades

### Municipales
- 2023 - 2026[4]
  - Alcalde: Alcides Rogelio Arevalo Durand, de Restauración Nacional.
  - Regidores:

  1. Marcos Sandoval Ibáñez (Restauración Nacional)
  2. Sadith Guerra Noteno (Restauración Nacional)
  3. Nilson Arley López Pacaya (Restauración Nacional)
  4. Elsi Margarita Aranda Imunda (Restauración Nacional)
  5. Víctor Pérez Vidal (Movimiento Esperanza Región Amazónica)

Alcaldes anteriores
- 2007 - 2010: Jonás Huayanay Hidalgo, de Restauración Nacional.
- 2011 - 2014:[6] Juan Manuel Flores Pérez, del Movimiento Independiente Regional Vamos Loreto (VL).
- 2015 - 2018:[7] Luis Enrique Calderón Aspajo, del Movimiento Fuerza Loretana (FL).

### Policiales
- Comisario: Mayor  PNP.

## Festividades
- Junio: Fiesta de San Juan